# Марко Де Тулио
Марко Де Тулио (итал. Marco De Tullio; Бари, 21. септембар 2000) италијански је пливач чија специјалност су трке слободним стилом. 

## Спортска каријера
Дебитовао је на међународним такмичењима 2018, као јуниор, прво на Европском јуниорском првенству у Хелсинкију, где је пливао у финалним тркама дисциплина 400 слободно и 4×200 слободно, а потом и на Олимпијским играма младих у Буенос Ајресу где је остварио велики успех освојивши три медаље. 
Већ наредне године започео је и сениорску каријеру, а прво велико такмичење на коме је наступио је било светско првенство у великим базенима у корејском Квангџуу 2019. године. У Кореји се Де Тулио такмичио у трци на 400 слободно коју је окончао на високом петом месту у финалу. У децембру исте године наступио је и на Европском првенству у малим базенима у Глазгову, где је заузео 15. место у квалификацијама трке на 400 слободно и није успео да се пласира у финале. 
Средином августа 2020. је на пливачком митингу Сете Коли у Риму испливао четврти најбољи резултат у историји италијанског пливања у трци на 200 слободно, са временом од 1:46,56 минута.